# Young Wan Sohn
 Young Wan Sohn (Coreano: 손영완) (Seul, Coreia do Sul, 4 de março de 1934 — Seul, Coreia do Sul, 2 de outubro de 2011) foi jogador de voleibol indoor e de Voleibol de 9 sul-coreano que atuou na posição de Ponta por esta nação nos Jogos Olímpicos de Verão de 1964 em Tóquio. Na carreira de treinador, treinou as categorias de base e o time principal da Seleção Argentina, o elenco principal da Seleção Brasileira, o Minas Tênis Clube e outras equipes sul-coreanas. Em seu país também foi coordenador de trabalhos do vôlei de praia. Como treinador do elenco juvenil da Seleção Argentina obteve o inédito ouro no Campeonato Sul-Americano de 1980 no Chile. Entre os títulos em destaque como treinador conquistou a medalha de ouro no Campeonato Sul-Americano de 1987 no Uruguai com a Seleção Brasileira, alcançou dois bronzes em edições dos Jogos Pan-Americanos, um dirigindo a Seleção Brasileira em 1987 e outro com a Seleção Argentina em 1991. Seu resultado de maior expressão foi a conquista da histórica medalha de bronze no Campeonato Mundial de 1982 na Argentina. Em clubes conquistou duas medalhas de ouro no Campeonato Sul-Americano de Clubes de 1984 e 1985 e duas pratas nesta competição nos anos de 1986 e 1987.

## Carreira
Filho de sul-coreanos, Sohn nasceu na Coreia do sul e atuou na posição de Ponta pela Seleção Sul-coreana por 11 anos. Disputou os Jogos Olímpicos de Verão de 1964 em Tóquio, finalizando em décimo lugar. Em sua carreira de jogador destacou-se em torneios como o Melhor Jogador Asiático.
Mais tarde, seguiu a carreira de  treinador e assumiu a categorias de base da Seleção Argentina em 5 de maio de 1975, apontado por alguns cronistas esportivos como o técnico que revolucionou o voleibol argentino. Aos poucos os resultados foram aparecendo como o vice-campeonato no Campeonato Sul-Americano Juvenil de 1976, sediado em La Paz, na Bolívia, e nesta categoria alcançou o nono lugar na primeira edição do Campeonato Mundial de 1977 no Rio de Janeiro.
Ingressou o seu filho Jeong Wook Sohn nas categorias de base argentina e mais tarde este seguiria a carreira do pai, assim como seu irmão, Alex Sohn. 
Novamente com a Seleção Argentina foi vice-campeão no Campeonato Sul-Americano Juvenil de 1978 no Rio de Janeiro. Mas foi em 1980 seu primeiro êxito ao comandar a Seleção Argentina no Campeonato Sul-Americano Juvenil em Santiago, Chile, ocasião da inédita medalha de ouro na categoria, quebrando uma sequência brasileira na competição e no Campeonato Mundial Juvenil de 1981 em Colorado Springs alcançou o quinto lugar.
Depois assumiu o time principal argentino, alcançando a nona posição no I Mundialito realizado em 1982 no Rio de Janeiro e dirigiu o selecionado argentino na X edição do Campeonato Mundial de 1982, sediado em Buenos Aires, ocasião da conquista da inédita medalha de bronze para este país, feito histórico já que na última edição em 1978 na Itália ocuparam a vigésima segunda posiçãopermaneceu até o ano seguinte quando regressou a seu país.
Em março de 1983 veio ao Brasil contratado pelo  Minas Tênis Clube .No ano de 1984 comandando o Fiat/Minas em 1984 conquistou seu primeiro título do Campeonato Mineiro de 1984 e conquistou o primeiro título nacional para o clube quando sagrou-se campeão do Campeonato Brasileiro de 1984, este finalizado em 1985, equivalente a Superliga Brasileira A quebrando a hegemonia do eixo Rio-São Paulocom a ajuda do seu Auxiliar Técnico Pacome a mudança na rotação dos atletas em quadra mudou a história do jogoe  inédita medalha de ouro na edição do Campeonato Sul-Americano de Clubes de 1984 em Lima no Peru.
Na temporada seguinte continuou dirigindo o Fiat/Minas conquistando o bicampeonato do Campeonato Mineiro de 1985 e também o bicampeonato no Campeonato Brasileiro de 1985 e  o bicampeonato no Campeonato Sul-Americano de Clubes de 1985 em Assunção , no Paraguai.
Em mais uma temporada dirigindo o Fiat/Minas conquistou o tricampeonato consecutivo do Campeonato Brasileiro de 1986 finalizado em 1987  e foi vice-campeã do Campeonato Sul-Americano de Clubes de 1986 em Santiago, Chile.
Implantou uma metodologia e filosofia de trabalho ousada e inovadora, fez os jogadores treinarem ginástica olímpica, demonstrando o benefício obtido pelos jogadores, sendo o precursor do preparo físico nas equipes do Minas Tênis Clube, além de valorizar o trabalho nas categorias de base, a maioria eram aproveitados no elenco principal e após a virada histórica em 22 de janeiro de 1985 quando perdia de  dois sets a zero para o favorito Bradesco/Atlântica a partir dali o patrocínio aumentou, caracterizando um profissionalismo do clube.
Na temporada seguinte não chegou ao pódio nacional e disputou o Campeonato Sul-Americano de Clubes de 1987 em La Paz , Bolívia, e novamente ficou com a medalha de prata.Ainda em 1987 foi contratado para o cargo de treinador da Seleção Brasileira, cujo auxiliar técnico foi o Pacome e conquistou a medalha de bronze na X edição dos Jogos Pan-Americanos, e a medalha de ouro no Campeonato Sul-Americano de 1987 em Montevidéu, Uruguai.
Sohn dirigia a Seleção Brasileira nos Jogos Olímpicos de 1988 em Seul, mas desde que assumiu o cargo enfrentou problemas internos com atletas da Geração da Prata , estes assinaram um manifesto pedindo a saída do treinador,  encontraram resistência por parte de Carlos Arthur Nuzman, na época presidente da CBV, promovido a desconvocação dos mesmos,mas Sohn pediu demissão após excursão pelos Estados Unidos.
Permaneceu no Fiat/Minas até 1989 e ainda conquistou o vice-campeonato na Liga Nacional 1988-89.
Em 1991 volta ao comando da Seleção Argentina conquistou o bronze na edição dos Jogos Pan-Americanos de Havana.Voltou a dirigir o Fiat/Minas na temporada 1993-94 , mas não conseguiu mais uma vez chegar entre os finalistas na Liga Nacional.
No ano de 1997 foi o treinador da Coreia do Sul, mas a equipe foi suspensa por um ano por envolvimento com uma facção, responsável neste também pelo Vôlei de praia deste país.
Foi treinador em 2001 a equipe sul-coreana do LG da Coreia do Sul.Em 2005 não dirigia mais equipes e sim atuava em projetos e cursos para técnicos, recebeu uma homenagem do público presente na final do Campeonato Argentino 2004-05, sendo ovacionado.
Ele lutava contra um câncer no esôfago, vitima desse mal e um enfisema pulmonar, veio a falecer em 2 de outubro de 2011 em seu país . Recebeu uma homenagem póstuma numa partida válida pela Campeonato Mineiro de 2011 de seu antigo clube Minas Tênis Clube, antes da partida um minuto de silencio em memória do lendário técnico.

## Títulos e resultados
- Campeonato Brasileiro: 1984[15][16],1985[23][16],1987[24][16]
- Liga Nacional:1988-89[17]
- Campeonato Mineiro:1984,1985